# Bailliage de Bar-le-Duc
Ne doit pas être confondu avec Bailliage de Barr, Bailliage de Bar-sur-Aube et Bailliage de Bar-sur-Seine.
1246–1790
Entités suivantes :
- District de Bar-sur-Ornain

Le bailliage de Bar-le-Duc, également appelé Bailliage de Bar, est une ancienne entité administrative du duché puis de la province de Bar, ayant existé de 1246 jusqu'en 1790. Il avait pour chef-lieu Bar-le-Duc.

## Géographie
Dans la deuxième moitié du XVIIIe siècle : la Meuse, ainsi que les bailliages de Commercy, de Saint-Mihiel et le Verdunois, le bornaient à l’orient ; le Verdunois et le Clermontois enclavaient presque au nord l’ancienne dépendance de Souilly ; la Champagne s'y trouvait à l’occident et au midi, avec des parties du Bassigny et du bailliage de la Marche.

## Histoire
Ce bailliage faisait partie du barrois mouvant et était en 1779 le plus considérable de tous ceux de la Lorraine et du Barrois, soit composé d'environ 165 communautés. A la même époque, il était entièrement sous le ressort du parlement de Paris et concernant les appels des cas présidiaux, il se portaient à Châlons-en-Champagne.
Il était régi par plusieurs coutumes : tout ce qui composait l’ancien bailliage de Bar était sous la coutume de Bar-le-Duc, la coutume de Saint-Mihiel gouvernait  également plusieurs villages depuis 1751. La coutume du Bassigny était suivie à Mauvage et à Nayves-en-Blois, et Saint-Aubin-aux-auges était sous la coutume de Vitry-le-François.
Concernant le plan spirituel, Le diocèse de Toul y était le plus étendu. Le diocèse de Verdun et celui de Châlons-sur-Marne se partageaient le reste.
À la suite de la Révolution française, ce bailliage fut supprimé et remplacé par le district de Bar-sur-Ornain.

### Économie
Les principales productions de la terre, dans ce pays montueux, étaient les vins : ceux de Bar, et principalement la côte de Notre-Dame, ou celui des Antonistes. C'était presque l’unique ressource et le seul commerce de cette partie du Barrois dans la deuxième moitié du XVIIIe siècle : les grains qu’elle produisait à cette époque suffisaient à peine à la consommation de l’habitant. D'autre part, La truite de l’Ornain était renommée.
La mesure des grains à Bar-le-duc était le boisseau et on appelait minotte la mesure de l'avoine.

## Baillis
| Identité                       | Période   | Observation                                                                                   |
| ------------------------------ | --------- | --------------------------------------------------------------------------------------------- |
| n.c.                           | 1246      |                                                                                               |
| Husson de Verdun               | 1281      |                                                                                               |
| Jean Liétault de Revigny       | 1287-1301 |                                                                                               |
| Thomassin                      | 1292      |                                                                                               |
| Jacques                        | 1302      |                                                                                               |
| Jacomin de Thiaucourt          | 1305      |                                                                                               |
| Philippin                      | 1310-1314 |                                                                                               |
| Jean La Fauche                 | 1321      |                                                                                               |
| Jean Philippin                 | 1324      |                                                                                               |
| Huard d’Haironville            | 1328      |                                                                                               |
| Jean Petit-Prêtre de Revigny   | 1338      |                                                                                               |
| Lambert                        | 1353-1359 |                                                                                               |
| Renaud de Gondrecourt          | 1392-1394 |                                                                                               |
| Gérard de Fains                | 1404      |                                                                                               |
| Husson de Fains                | 1416      | Écuyer                                                                                        |
| Philbert de Doncourt           | 1423      |                                                                                               |
| Georges de Nettancourt         | 1428-1431 |                                                                                               |
| Michel Bouvier ou Boulier      | 1436-1438 |                                                                                               |
| Louis de Florainville          | 1445-1463 |                                                                                               |
| Gérard de Haraucourt           | 1464      |                                                                                               |
| Philbert de Stainville         | 1469-1477 | Seigneur de Sommelonne                                                                        |
| Jacques Blandin                | 1499-1521 | Seigneur de Rennesson                                                                         |
| Jean d'Ancerville              | 1520-1526 | Seigneur de Kœurs                                                                             |
| Antoine de Stainville          | 1526-1531 | Chevalier Seigneur de Couvonges                                                               |
| Aloff de Beauvau               | 1531-1549 | Chevalier                                                                                     |
| Claude de Florainville         | 1549-1577 | Seigneur de Conflans et Cousances                                                             |
| René de Florainville           | 1577-1596 | Seigneur de Fains, fils de Claude Capitaine de Bar                                            |
| Varin de Savigny               | 1596-1611 | Seigneur de Laimont Capitaine de Bar                                                          |
| Charles de Florainville        | 1611-1616 | Seigneur de Fains Capitaine de Bar                                                            |
| Antoine de Stainville          | 1616-1661 | Seigneur de Couvonges Capitaine de Bar Ambassadeur du duc de Lorraine                         |
| Charles François de Stainville | 1661-1670 | Seigneur de Couvonges                                                                         |
| Antoine Morel                  | 1670-1682 | Prévôt Subdélégué de l'intendant de Lorraine                                                  |
| Collin                         | 1682-1698 | Assesseur au bailliage et subdélégué                                                          |
| Henry-Hyacinthe                | 1698-1706 | Comte de Tornielle Maréchal de Lorraine et Barrois                                            |
| Anne-Joseph                    | 1706-1720 | Comte de Tornielle, fils du précédent Maréchal de Lorraine et Barrois Bailli de Nancy en 1720 |
| Jean-François de Stainville    | 1720-1746 |                                                                                               |
| N...                           | 1747-1762 | Prince de Beauveau                                                                            |
| Charles-Just de Beauveau       | 1778-1790 | Prince de Craon et du Saint-Empire Gouverneur de Bar                                          |

## Composition
En 1779, le Bailliage de Bar-le-Duc avait un total d'environ 165 communautés : elles étaient toutes de la province de Bar, à l'exception d'un village, qui lui dépendait presque entièrement de la province de Lorraine. D'autre part, quelques localités étaient mi-parties avec la province de Champagne.
Noms des communautés qui étaient dans ce bailliage en 1779 :
- St. Amand
- Ancemont
- Ancerville
- Anderney
- St. André
- St. Aubin-aux-auges
- Aulnoy-en-Barrois
- Auzécourt
- Banoncourt
- Bar-le-Duc
- Les Baroches
- Baudrémont
- Bazincourt et le fief de la Cour
- Behonne
- Belrain
- Beurey
- Biencourt
- Le Bouchon et la cense de Labon
- Boviolle
- Brabant-le-Comte (mi-parti avec la Champagne)
- Braux-en-Blois
- Brillon
- Bussy-la-côte
- Chardogne
- Chaumont-sur-Aire
- Chauvoncourt et Menonville
- Cheneviere
- Comble
- Condé-en-Barrois
- Contrisson
- Courcelles-sur-Aire
- Courcelles-au-bois
- Courouvre
- Cousance-au-bois
- Cousance-lès-Cousancelles et la maison-forte de Lisle-sous-Cousance
- Cousancelles
- Couvertpuits
- Couvonge
- Culey
- Dagonville et la métairie de St. Epvre
- Damemarie
- Delouze
- Deuxnouds-sur-Aire
- Dompsevrin et la cense de Chantraine
- Domremy-aux-bois
- Dugny et la cense de Billemont
- Écurey (l'abbaye de)
- Érize-la-grande
- Érize-la-petite
- Érize-St-Dizier et la maison seigneuriale de Franquemont
- Ernecourt
- Fains
- Fouchéres
- Fresne-au-mont et la cense de Louvant
- Génicourt
- Gerry
- Gimécourt
- Givrauval
- Grimaucourt
- Guerpont
- Han-sur-Meuse
- Hargeville
- Heippe et le prieuré de Flabas
- Héronville ou Haironville et le fief de la Tour
- La Heycourt ou la Haycourt
- La Heymeix ou la Haymaix
- Ste. Hoilde (l'abbaye de)
- Jendeure ou Jandures (abbaye de)
- Jovillier (abbaye de)
- Issoncourt
- Juvigny
- Kœurs-la-grande et la cense-fief du Jard
- Kœurs-la-petite
- Laymont, Fontenoy-en-Barrois et la cense-seigneurie de Gros-terme
- Landrecourt
- Lavinecourt
- Levoncourt
- Lignieres et la cense de St. Epvre
- Ligny (ville, prévôté-royale) et ses dépendances
- Lisle-en-Barrois (abbaye de)
- Lisle-en-Rigault
- Loisey
- Longchamp-sur-Aire
- Longeaux
- Longeville-en-Barrois
- Louppy-le-château, le prieuré de Dieu-en-souvienne et la cense de la Lineuse
- Petit-Louppy
- Loxéville
- Les Marats
- Marson
- Maulan
- Mauvage (mi-parti avec les Évêchés)
- Méligny-le-petit
- Menaucourt
- Ménil-au-bois
- Ménil-sur-Saux
- Moignéville et la cense de la Maison-blanche
- Mondrecourt
- Monhairon-le-grand et la cense Tour-de-Monhairon
- Monhairon-le-petit
- Montier-sur-Saux
- Montplonne
- Morlaincourt et le fief de Malberg
- Morley et la cense de Froillet
- Mussey
- Naix
- Naives-devant-Bar
- Naives-en-Blois (mi-parti avec les Évêchés)
- Grand-Nançoy
- Petit-Nançoy
- Nant-le-grand
- Nant-le-petit
- Nantois et la cense de la Brie-Bosseline
- Neuville-sur-Orne
- Nicey et le prieuré de St. Hilaire
- Noyers, les censes de Raincourt, du Nouveau-Monde et de la Maison-du-Val
- Oey
- Osche ou Oche, Souhesme-la-petite et la cense d'Hamévaux
- Pierrefitte-en-Barrois
- Rambercourt-aux-Pots
- Rambluzin
- Rancourt-sur-Ornain
- Reffroy et le ban St. Christophe
- Remenécourt
- Resson
- Revigny-aux-vaches, avec les censes des Chardons, Grandcour, le Mouton, Ainville et Vautrombois
- Rignaucourt
- Robert-Espagne, la petite-Beurey et la maison seigneuriale de Pont-sur-Saux
- Rosne
- Rosieres-devant-Bar
- Rumont
- Rupt-devant-Saint-Mihiel, la Tuilerie de Rupt et dépendances
- Rupt-aux-Nonnains, la Tuilerie-Baillé et la cense de la Houline
- Salmagne
- Sampigny, Ste. Lucie et Girouez
- Saudrux
- Savonnieres-devant-Bar et la cense le Chêne
- Savonnieres-en-Pertois et la cense de Clairefontaine
- Saux-en-Barrois
- Seigneulle
- Senoncourt, la cense des Vieux-Étangs et celle de Maujouy
- Seraucourt-sur-Aire
- Silmont et le prieuré de Silmont
- Sommeille, avec les censes de Vieil-Moutier et Hurtebize
- Sommelonne
- Souilly et la cense de Relamé
- Stainville et la cense de Nantel
- Tannoy
- Tremont et Renesson
- Triconville
- Tronville
- Vadonville
- La Vallée
- Varney et Rembercourt-sur-Orne
- Vassincourt
- Vaubecourt
- Vavincourt et Sarney
- Vaux-la-petite (mi-parti avec la Champagne)
- Veel
- Velaine-devant-Ligny et la petite Velaine
- Ville-devant-Belrain et la cense de la Croisette
- Ville-sur-Saux
- Villers-aux-vents
- Villers-le-sec
- Villeroncourt ou Vuilleroncourt
- Villotte-devant-Louppy et le fief du Tertre
- Villotte-devant-Saint-Mihiel